# Kenawat Redelong
Kenawat Redelong is een bestuurslaag in het regentschap Bener Meriah van de provincie Atjeh, Indonesië. Kenawat Redelong telt 711 inwoners (volkstelling 2010).